# Mitragyna
Mitragyna Korth., 1839 è un genere di piante della famiglia delle Rubiacee.

## Tassonomia
Comprende le seguenti specie:
- Mitragyna ciliata Aubrév. & Pellegr.
- Mitragyna diversifolia (Wall. ex G.Don) Havil.
- Mitragyna hirsuta Havil.
- Mitragyna inermis (Willd.) Kuntze
- Mitragyna parvifolia (Roxb.) Korth.1
- Mitragyna rotundifolia (Roxb.) Kuntze
- Mitragyna rubrostipulata (K.Schum.) Havil.
- Mitragyna speciosa (Korth.) Havil.
- Mitragyna stipulosa (DC.) Kuntze
- Mitragyna tubulosa (Arn.) Kuntze